# Abort - et ensomt valg
Abort - et ensomt valg er en dansk dokumentarfilm fra 1996 instrueret af Merete Borker, der også har skrevet filmens manuskript. Filmen er produkteret af Saga Video og Kortfilm, i co-produktion med Statens Filmcentral, og Danmarks Radio.

## Handling
Der er mange tilfælde, hvor en provokeret abort er den bedste løsning. Dette er filmens udgangspunkt. At den fri abort findes og har sin berettigelse. Men alligevel - en abort fører mange eksistentielle tanker med sig og mange uventede følelser. Og valget - abort eller barn - kan være et svært valg. I filmen fortæller ni kvinder om dette valg. Ligesom de fortæller om tvivlen, afmagten og ensomheden før - under - og efter aborten.